# Protectorat de Kuwait
Kuwait va estar sota protectorat otomà i britànic. El 1756 es va lliurar el govern de Kuwait a la dinastia Al Sabah, que des del 1716 habitaven el lloc, encara que romandria sota sobirania otomana. Quan els otomans van tractar al segle xix d'enfortir la seva sobirania, Kuwait va buscar la protecció de l'Imperi Britànic i es va acabar deslligant de l'Imperi Otomà i quedant sota protecció britànica el 1899. El 1961, sota el comandament del xeic Al Salim Al Sabbah (1950-1965) Kuwait es va independitzar.

## Protectorat otomà
Vers el 1752 van pujar al poder local els Al Sabah per concessió de la Porta otomana; eren àrabs de la tribu Utub (suposadament part de la confederació dels Anaza) que havien emigrat a la zona al final del segle xvii. Després que els Al Sabah van agafar localment una posició hegemònica altres tribus emparentades, els Al Khalifa i al Djalahima, van marxar de la regió (els primers vers 1766) cap a Zubara a Qatar (i més tard es van apoderar de Bahrain); Els Al Djalahima van abandonar Kuwait pocs anys després dels Al Khalifa i es van establir també a Qatar. El 1776 el xa Karim Khan Zand va ocupar Bàssora durant tres anys, i durant aquests el port de Kuwait va substituir a Bàssora com a port per la Companyia Britànica de les Índies Orientals i allí arribaren les caravanes que venien d'Alep per anar al Golf.
Des de meitat del segle hi havia un projecte de línia fèrria de la Mediterrània al Golf, però amb l'obertura del Canal de Suez (1869) aquest projecte fou més tard abandonat. El 1862-1863 Palgrave diu que el lloc era pròsper i ben governat, i el comerç actiu i diu que era el port natural del comerç del Djebel Shammar. El 1871 els otomans van consolidar la seva posició a l'Aràbia oriental i van imposar la sobirania al xeic que en els darrers anys gairebé havia estat simbòlica. El port de Kuwait va servir de base pels vaixells (generalment kuwaitians) que van transportar tropes otomanes cap a al-Ahsa o al-Hasa.

## Tractat amb Gran Bretanya
El 17 de maig de 1896 el xeic Muhammad ibn Sabah fou assassinat i el va succeir el seu germanastre Mubarak al-Lahab ibn Sabah Al Sabah "el Gran". Aquest era sospitós d'haver participat en la mort de Muhammad i van esclatar divergències familiars greus. Per consolidar el seu poder Mubarak va intentar aconseguir el suport dels otomans i dels britànics. Inicialment els britànics no es van interessar a la proposta del xeic però llavors un home de negocis rus, el comte Kapnist, va demanar la concessió d'una via fèrria de la Mediterrània fins a Kuwait (o més correctament des de Kuwait a la Mediterrània) i el gener de 1899 els britànics van signar un acord amb el xeic a canvi de la seva promesa de no cedir, vendre, llogar, hipotecar i en cap altra forma disposar del territori a favor d'un ciutadà o govern estranger sense autorització britànica. El 1900 foren enginyers alemanys els que van visitar Kuwait per una possible extensió de la línia fèrria Berlín-Bagdad, i el xeic es va oposar a aquest projecte que considerava que augmentava la influència otomana al país.
En la lluita entre els Al Saud i els Al Rashid (o Banu Rashid), Abd al-Rahman ibn Faysal Al Saud i el seu fill Abd al-Aziz es van haver de refugiar temporalment a Kuwait, i una expedició saudita que va sortir de l'emirat fou derrotada per les forces d'Abd al-Azis ibn Rashid prop d'Hail el març del 1901. Posteriorment els saudites van recuperar Ryadh i la pèrdua de poder dels Al Rashid va retornar la tranquil·litat a l'emirat, però Mubarak temia als saudites que pel seu gust havien esdevingut massa poderosos.

## Protectorat britànic
El 1913 els saudites sota Abd al-Aziz ibn Abd al-Rahman Al Saud, es van apoderar d'al-Ahsa expulsant als otomans i Kuwait va quedar rodejat a l'oest i al sud de territori saudita. El 29 de juliol de 1913 britànics i otomans van signar una convenció sobre els seus interessos al Golf i l'article I reconeixia a Kuwait com un kada (districte d'una província) autònom de l'Imperi, fixant les fronteres continentals del territori. Però la I Guerra Mundial va impedir la ratificació de l'acord i des del seu inici el govern britànic va buscar el suport del xeic contra els otomans, i el territori fou reconegut com a estat independent sota protecció de la Gran Bretanya (3 de novembre de 1914). El novembre de 1915 els britànics van signar a al-Ukayr un tractat amb els saudites que implicava la garantia que Kuwait no seria atacat. El 29 de novembre de 1915, pocs dies després del tractat, va morir Mubarak. La successió va causar noves disputes familiars. El fill gran del difunt, Jabir II Al Mubarak Al Sabah va ser proclamar xeic però va morir el 5 de febrer de 1917 i el va succeir el seu germà putatiu Salim Al Mubarak Al Sabah; aquest fou prou imprudent per autoritzar als otomans la utilització del port de Kuwait per transportar aprovisionaments per l'exèrcit turc; el febrer de 1918 la marina britànica va bloquejar el port i el bloqueig no fou aixecat fins al novembre de 1918 quan van cessar les hostilitats.

## Conflicte fronterer amb el Nedjd (1920)
L'emir Salim ibn Mubarak Al Sabah es queixava de la creació d'una hidjra (vegeu al-Ikhwan) de la tribu dels Mutayr a Karya al-Ulya que considerava territori seu, i Ibn Saud al·legava que l'emir estenia massa cap al sud la seva jurisdicció. Salim va enviar un contingent a la zona en disputa que fou derrotat pels ikhwan dirigits per Faysal ibn Sultan al-Dawish a Hamd, prop de Karya al-Ulya. Per por d'una invasió saudita es va construir un mur a l'entorn d'al-Kuwait; a l'octubre al-Dawish va atacar l'oasi veí d'al-Djahra en mans de Salim i que fou defensat amb energia pels kuwaitians fins que van rebutjar als atacants. La Gran Bretanya com a protectora de Kuwait va enviar dos vaixells i dos avions. Els ikhwan no es van acovardir i van avançar fins al-Zubayr a l'Iraq, provocant la intervenció britànica. Es van obrir negociacions que per Kuwait va portar el príncep hereu Ahamd Al Jabir Al Sabah (fill de Jabir II), que estava en bones relacions amb els saudites. Després van seguir altres incursions dels ikhwans fins a la repressió del moviment el 1930 per Abd al-Aziz Al Saud, contra l'autoritat del qual s'havien revoltat.

## 1921-1961
El 27 de febrer de 1921 va morir el xeic Salim i el va succeir Ahmad Al Jabir Al Sabah que va intentar millorar les relacions amb els saudites amb bons resultats. El 2 de desembre del 1922 es va signar un tractat a al-Ukayr que fixava les fronteres entre els dos estats i s'establia la zona neutral al sud de Kuwait. El nou territori de Kuwait era més reduït que el que li assignava el tractat otomà-britànic de 1913 i Ahmad va considerar que no havia estat ben defensat pels britànics. Per aquesta causa, com a revenja, el xeic va refusar concedir la concessió d'explotació petroliera única a la Anglo-Persan Oil Company i va insistir en la participació a més a més d'una companyia americana. El 1923 la Gran Bretanya, que tenia el mandat sobre l'Iraq des de 1920, va reconèixer com a frontera amb Kuwait la que s'havia establert al tractat de 1913 que incloïa l'illa Bubiyan, la de Warba, i sis altres més petites

## Independència
Ahmad va morir el 29 de gener de 1950 i el va succeir Abdullah III Al Salim Al Sabah (fill de Salim). El 19 de juny de 1961 Kuwait accedia a la plena independència. Immediatament (25 de juny) Iraq va reclamar la sobirania sobre el país, al·legant que els kada de l'Imperi Otomàs eren part dels vilayats, i que per tant era part de l'Iraq. El xeic va demanar assistència militar a la Gran Bretanya. El litigi fou sotmès a l'ONU i el 20 de juliol Kuwait fou admès a la Lliga Àrab que va resoldre preservar la independència del país. El 1962 es va promulgar una nova constitució i el gener de 1963 van tenir lloc les primeres eleccions (sense partits) a una assemblea legislativa de 50 membres. El 1963 va ingressar a l'ONU.